# Arcicóllar (kommunhuvudort)
Arcicóllar är en kommunhuvudort i Spanien. Den ligger i provinsen Toledo och regionen Kastilien-La Mancha, i den centrala delen av landet, 50 km sydväst om huvudstaden Madrid. Arcicóllar ligger 548 meter över havet och antalet invånare är 662.
Terrängen runt Arcicóllar är platt. Runt Arcicóllar är det ganska glesbefolkat, med 35 invånare per kvadratkilometer. Närmaste större samhälle är Torrijos, 16,4 km sydväst om Arcicóllar. Trakten runt Arcicóllar består till största delen av jordbruksmark.